# Calcutta Cricket and Football Club
Le Calcutta Cricket & Football Club (CC&FC), en bengali : ক্যালকাটা ক্রিকেট অ্যান্ড ফুটবল ক্লাব, est un club multisports basé à Calcutta, en Inde.

## Histoire
Il est fondé en 1792 comme une institution de cricket ajoutant les sections de football et de rugby lorsqu'il fusionne, en 1965,  avec le Calcutta FC.
Les sports actuellement pratiqués au CC&FC sont le cricket, le hockey sur gazon, le football, le rugby, le polo à bicyclette et le tennis. L'équipe de football évolue actuellement dans la première division B de la Calcutta Football League (en).